# Nedaschütz
Nedaschütz, sorbisch Njezdašecyⓘ, ist ein Dorf in der sächsischen Gemeinde Göda, in dessen Ortsteil Coblenz im Landkreis Bautzen. Nedaschütz liegt im sorbischen Siedlungsgebiet in der Oberlausitz.

## Geographie

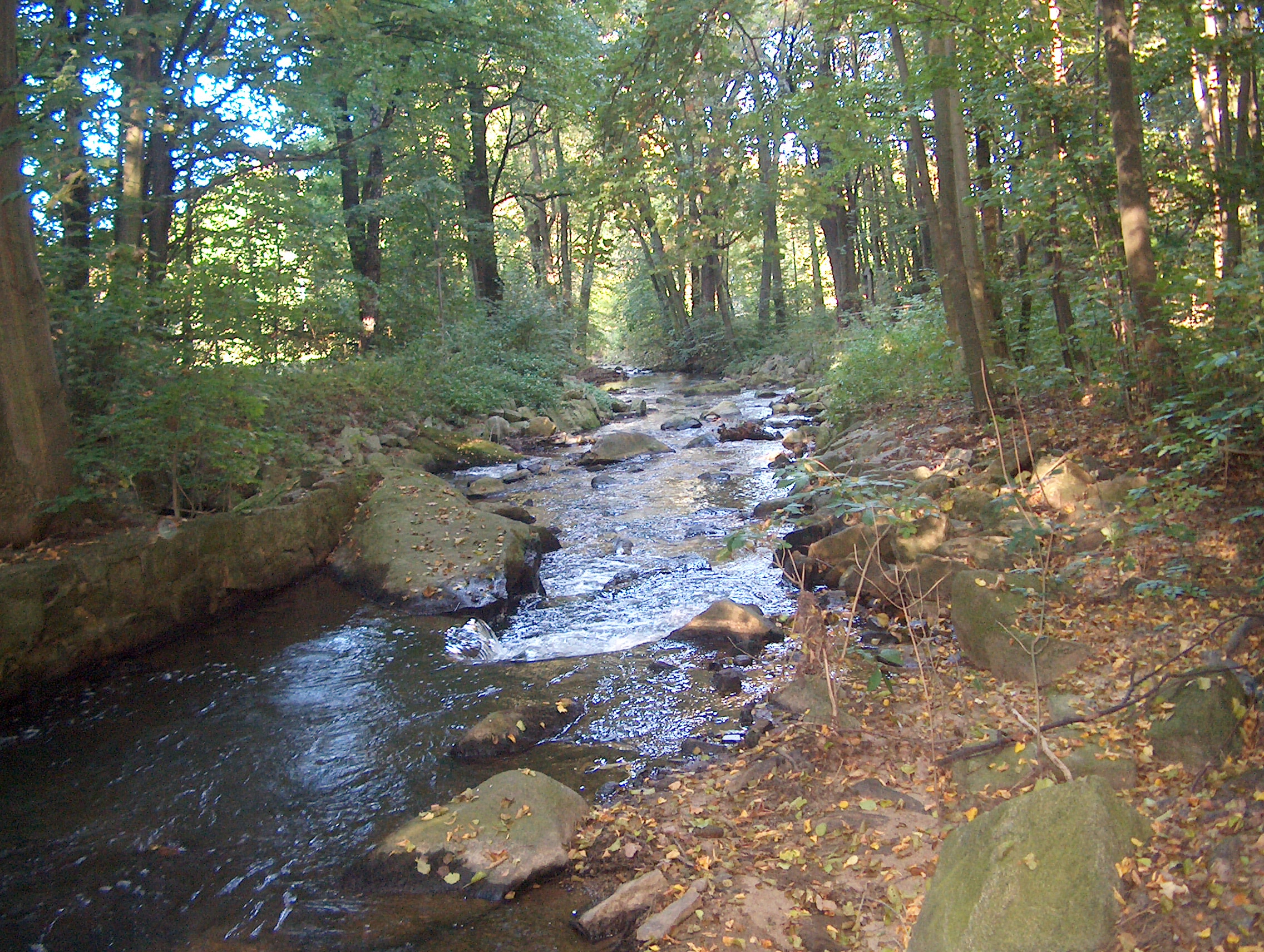
Nedaschützer Skala

Nedaschütz liegt zwischen Kamenz und Bautzen. Die Bundesautobahn 4 verläuft etwa zwei Kilometer nördlich der Ortschaft, die nächsten Anschlussstellen sind Uhyst am Taucher in westlicher und Salzenforst in östlicher Richtung.
Der Ort liegt am Schwarzwasser. Der Lauf des Flüsschens geht vor Nedaschütz durch das enge Tal zu einer felsigen Schlucht, der Nedaschützer Skala. Diese für die Oberlausitz typische Landschaftsform eines Engtales entstand während der Elstereiszeit. Das dazwischen liegende Wiesental sollte einmal durch eine Talsperre geflutet werden. Im Nedaschützer Tal, etwa 200 Meter oberhalb der Fischzucht Nedaschütz sind an der engsten Stelle noch Reste der bereits begonnenen Umleitungstunnel für das Schwarzwasser zu sehen.

## Geschichte
| 1562 | 8 besessene Mann, 6 Gärtner, 2 Häusler                                       |
| 1764 | 20 besessene Mann, 2 Häusler, 3 Wüstungen, 4 Hufen je 24 bis 25 Scheffelsaat |
| 1834 | 147                                                                          |
| 1871 | 208                                                                          |
| 1890 | 190                                                                          |
| 1910 | 217                                                                          |
| 1925 | 246                                                                          |
| 2011 | 170                                                                          |

Das 1317 als Herrensitz Johannes de Nedaswicz erstmals erwähnte Dorf ist 1409 ein bischöflich meißnischer Rittersitz und bis 1579 im Lehen und der Stammsitz einer Linie der meißnischen Adelsfamilie von Haugwitz. Bis zur, von August dem Starken genehmigten Parzellierung 1717, gab es mehrere Eigentumswechsel. So befand sich das Rittergut im Besitz des kurfürstlichen Kammerjunkers von Eckstädt und des Reichsgrafen von Flemming. Von 1590 bis 1856 gehörte Nedaschütz zum Amt Stolpen, danach zum Amt und jetzigen Landkreis Bautzen.
Obwohl der kleine Ort recht unbedeutend erscheint, wurden er und seine nähere Umgebung in den Kriegen 1760 und 1813 Schauplatz von Kämpfen oder Truppendurchmärschen.

Schloss Nedaschütz

Im Siebenjährigen Krieg gab es einen Befehl mit folgendem Text: „Der Marsch der Infanterie des rechten Flügels geht von Salzförstchen …. auf Nedaschütz zu und von hier queer über die Anhöhe, gegen Potzschaplitz; wo sich diese Truppen dem Feind in die Flanke setzen, Batterien formieren, und überall wo es angeht denselben kanonieren müsse.“
1936 wurde Nedaschütz zusammen mit seinem Ortsteil Kleinprage nach Coblenz eingemeindet und 1994 kam es nach Göda.
Zum historischen Ortsbild gehörten mehrere Schwarzwassermühlen, von denen die größte nach 1960 zum Fischzuchtbetrieb umgerüstet wurde. Am Ortsrand entstanden bis 1980 große Stallanlagen.
Ortsprägendes Gebäude ist das Schloss zu Nedaschütz, welches von 1720 bis 1725 im sächsischen Barock erbaut wurde. Nach mehreren Eigentumswechseln erwarben es 1918 die Besitzer des Wilthener Großunternehmens Textilfabrik C. G. Thomas AG, Albert und Elise Thomas. Bis zur Enteignung 1946, welche auch ihre Fabrik traf, nutzten sie das Schloss als Zweitwohnsitz. Nach zwischenzeitlicher Nutzung als Volkshaus, Bürgermeisteramt,
Gemeindeschwesterstation, Konsumverkaufsstelle und Gaststätte, befindet sich das Schloss seit 2008 wieder in Privatbesitz.

### Bevölkerung und Sprache
Für seine Statistik über die sorbische Bevölkerung in der Oberlausitz ermittelte Arnošt Muka in den achtziger Jahren des 19. Jahrhunderts eine Bevölkerungszahl von 201, darunter 181 Sorben (90 %) und 20 Deutsche. Ernst Tschernik zählte 1956 in der Gemeinde Coblenz, zu der Nedaschütz mittlerweile gehörte, einen sorbischsprachigen Bevölkerungsanteil von nur noch 35,2 %. Seitdem ist der Gebrauch des Sorbischen im Ort weiter zurückgegangen.